# Olympische Sommerspiele 2012/Leichtathletik – Speerwurf (Frauen)

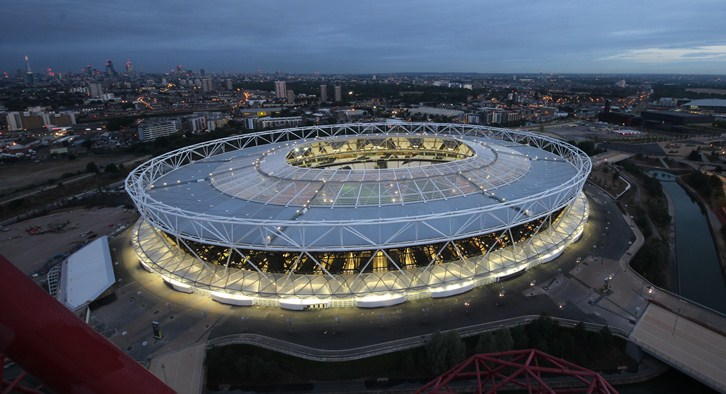
Das Olympiastadion von London im Jahr 2015

Der Speerwurf der Frauen bei den Olympischen Spielen 2012 in London wurde am 7. und 9. August 2012 im Olympiastadion London ausgetragen. 41 Athletinnen nahmen teil.
Olympiasiegerin wurde die Tschechin Barbora Špotáková, die vor den beiden Deutschen Christina Obergföll und Linda Stahl gewann.
Neben den Medaillengewinnerinnen nahm Katharina Molitor für Deutschland teil, die ebenfalls das Finale erreichte. Sie wurde Sechste.

Die Österreicherin Elisabeth Eberl schied in der Qualifikation aus.

Athletinnen aus der Schweiz und Liechtenstein nahmen nicht teil.

## Aktuelle Titelträgerinnen
| Olympiasiegerin                      | Barbora Špotáková ( Tschechien)        | 71,42 m | Peking 2008       |
| Weltmeisterin                        | Marija Abakumowa ( Russland)           | 71,99 m | Daegu 2011        |
| Europameisterin                      | Wera Rebrik ( Ukraine)                 | 74,29 m | Helsinki 2012     |
| Zentralamerika und Karibik-Meisterin | Fresa Nuñez ( Dominikanische Republik) | 54,29 m | Mayagüez 2011     |
| Südamerika-Meisterin                 | María Lucelly Murillo ( Kolumbien)     | 55,85 m | Buenos Aires 2011 |
| Asienmeisterin                       | Liu Chunhua ( Volksrepublik China)     | 58,05 m | Kōbe 2011         |
| Afrikameisterin                      | Margaret Simpson ( Ghana)              | 54,62 m | Porto-Novo 2012   |
| Ozeanienmeisterin                    | Tori Peeters ( Neuseeland)             | 42,21 m | Cairns 2012       |

## Rekorde

### Bestehende Rekorde
| Weltrekord         | Barbora Špotáková ( Tschechien) | 72,28 m | Stuttgart, Deutschland        | 13. September 2008 |
| Olympischer Rekord | Osleidys Menéndez ( Kuba)       | 71,53 m | Finale OS Athen, Griechenland | 27. August 2004    |

Der bestehende olympische Rekord wurde bei diesen Spielen nicht erreicht. Die tschechische Olympiasiegerin Barbora Špotáková verfehlte diesen Rekord mit ihren 69,55 m nur um 1,98 m. Zum Weltrekord fehlten ihr 2,83 m.

### Rekordverbesserung
Es wurde ein neuer Landesrekord aufgestellt:
- 62,77 m – Ásdís Hjálmsdóttir (Island), Qualifikation am 7. August, erster Versuch

## Doping
In diesem Wettbewerb gab es zwei nachträglich festgestellte Dopingfälle:
- Der zunächst siebtplatzierten Slowenin Martina Ratej wurde bei einem Nachtest früherer Dopingproben der Einsatz der verbotenen Substanz Clostebol, ein anaboles Steroid, nachgewiesen. Am 16. Juli 2020 wurde ihr unter anderem ihr Resultat von den Londoner Spielen aberkannt. Darüber hinaus erhielt sie eine zweijährige Wettkampfsperre.[2]
- Die ursprünglich zehntplatzierte Russin Marija Abakumowa wurde positiv auf das verbotene Mittel Turinabol getestet. Alle ihre Resultate, die sie von den Olympischen Spielen 2008 bis zu den Spielen 2012 erzielt hatte, wurden annulliert.[3]

Benachteiligt wurden vor allem die drei folgenden Athletinnen:
- Kathryn Mitchell, Australien – Ihr hätten im Finale auf ihrem achten Platz drei zusätzliche Würfe zugestanden.
- Līna Mūze, Lettland – Sie lag mit ihren 59,91 m nach der Qualifikation auf dem elften Gesamtrang und wäre somit im Finale startberechtigt gewesen.
- Jarmila Klimešová, Tschechien – Sie hatte nach der Qualifikation mit 59,90 m Platz zwölf belegt und hätte somit im Finale starten dürfen.

## Legende
Kurze Übersicht zur Bedeutung der Symbolik – so üblicherweise auch in sonstigen Veröffentlichungen verwendet:
| – | verzichtet |
| x | ungültig   |

Anmerkungen:
- Alle Zeiten in diesem Beitrag sind nach Ortszeit London (UTC±0) angegeben.
- Alle Weitenangaben sind in Metern (m) notiert.

## Qualifikation
Die Qualifikation wurde in zwei Gruppen durchgeführt. Neun Athletinnen (hellblau unterlegt) übertrafen die direkte Finalqualifikationsweite von 61,50 m. Damit war die Mindestanzahl von zwölf Finalteilnehmerinnen nicht erreicht und das Finalfeld wurde mit den drei nächstbesten Starterinnen beider Gruppen (hellgrün unterlegt) auf zwölf Wettbewerberinnen aufgefüllt. So mussten schließlich 60,11 m für die Finalteilnahme erbracht werden. Zu den acht direkt für das Finale qualifizierten Werferinnen gehörten auch zwei Dopingbetrügerinnen, sodass schließlich nur zehn Athletinnen in die Finalwertung kamen.

### Gruppe A

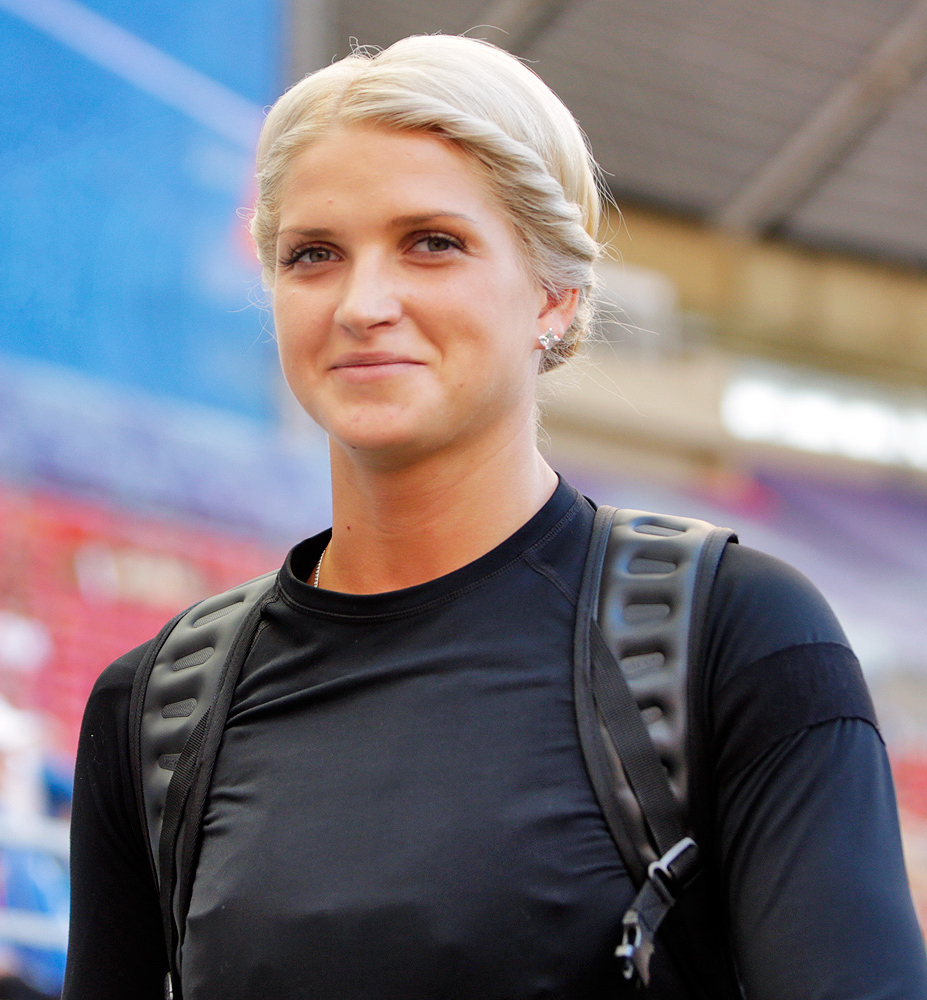
Līna Mūze schied nur aus, weil eine gedopte Werferin vor ihr lag
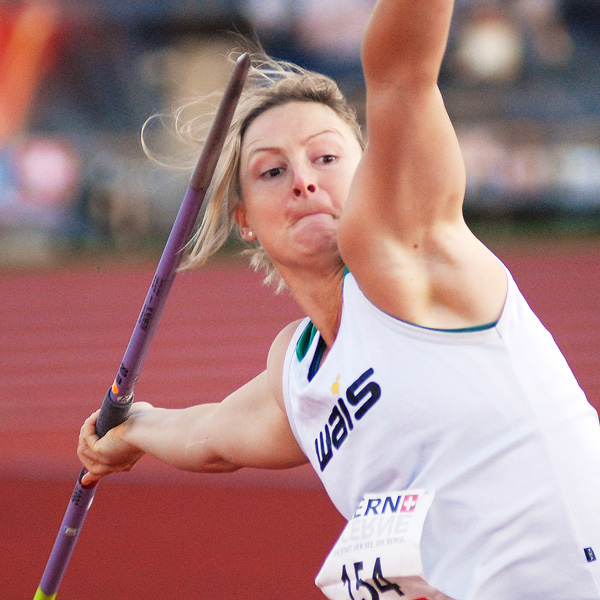
Kimberley Mickle – ausgeschieden mit 59,23 m

7. August 2012, 10:00 Uhr
| Platz | Name                  | Nation              | 1. Versuch | 2. Versuch | 3. Versuch | Weite | Anmerkung                              |
| ----- | --------------------- | ------------------- | ---------- | ---------- | ---------- | ----- | -------------------------------------- |
| 1     | Barbora Špotáková     | Tschechien          | 66,19      | –          | –          | 66,19 |                                        |
| 2     | Christina Obergföll   | Deutschland         | 66,14      | –          | –          | 66,14 |                                        |
| 3     | Linda Stahl           | Deutschland         | 64,78      | –          | –          | 64,78 |                                        |
| 4     | Madara Palameika      | Lettland            | 60,62      | 60,50      | 57,91      | 60,62 |                                        |
| 5     | Elizabeth Gleadle     | Kanada              | x          | 59,73      | 60,26      | 60,26 |                                        |
| 6     | Līna Mūze             | Lettland            | 51,15      | 59,48      | 59,91      | 59,91 | eigentlich für das Finale qualifiziert |
| 7     | Brittany Borman       | USA                 | 54,31      | 56,50      | 59,27      | 59,27 |                                        |
| 8     | Kimberley Mickle      | Australien          | 59,23      | 57,77      | x          | 59,23 |                                        |
| 9     | Laila Ferrer de Silva | Brasilien           | 51,66      | 52,61      | 58,39      | 58,39 |                                        |
| 10    | Zhang Li              | Volksrepublik China | 57,17      | 58,35      | x          | 58,35 |                                        |
| 11    | Noraida Bicet         | Spanien             | 54,08      | 54,56      | 57,77      | 57,77 |                                        |
| 12    | Tatjana Jelača        | Serbien             | 52,58      | x          | 57,09      | 57,09 |                                        |
| 13    | Marharyta Doroschon   | Ukraine             | 56,74      | 55,18      | 50,60      | 56,74 |                                        |
| 14    | Kara Patterson        | USA                 | 56,23      | x          | x          | 56,23 |                                        |
| 15    | Flor Ruíz             | Kolumbien           | x          | 54,34      | 52,37      | 54,34 |                                        |
| 16    | Elisabeth Eberl       | Österreich          | x          | x          | 49,66      | 49,66 |                                        |
| 17    | Kristine Harutjunjan  | Armenien            | 47,65      | x          | x          | 47,65 |                                        |
| NM    | Yanet Cruz            | Kuba                | x          | x          | x          | ogV   |                                        |
| NM    | Goldie Sayers         | Großbritannien      | x          | x          | x          | ogV   |                                        |
| DOP   | Martina Ratej         | Slowenien           | x          | 63,20      | –          | 63,20 | für das Finale zugelassen              |
| DNS   | Yusbelys Parra        | Venezuela           |            |            |            |       |                                        |

Weitere in Qualifikationsgruppe A ausgeschiedene Speerwerferinnen:

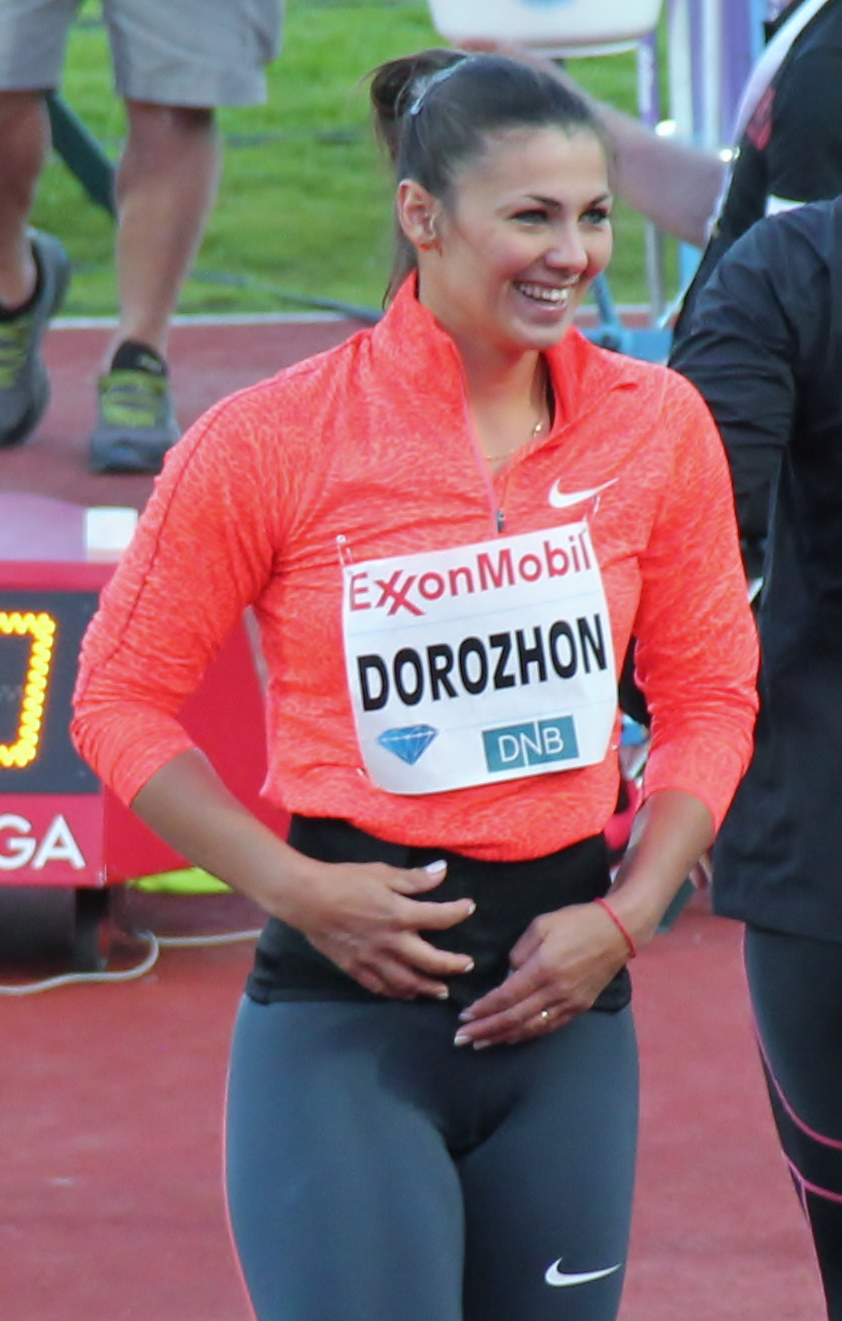
Marharyta Dorozhon – 56,74 m
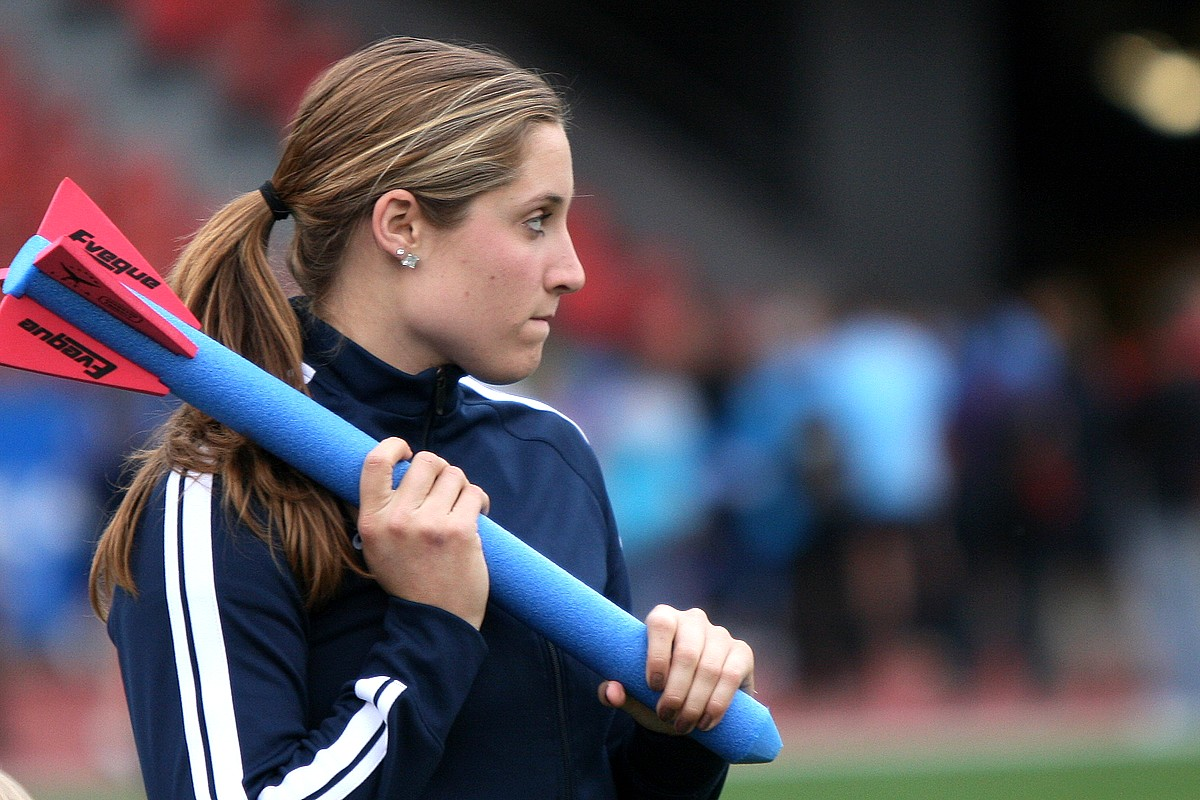
Kara Patterson – 56,23 m
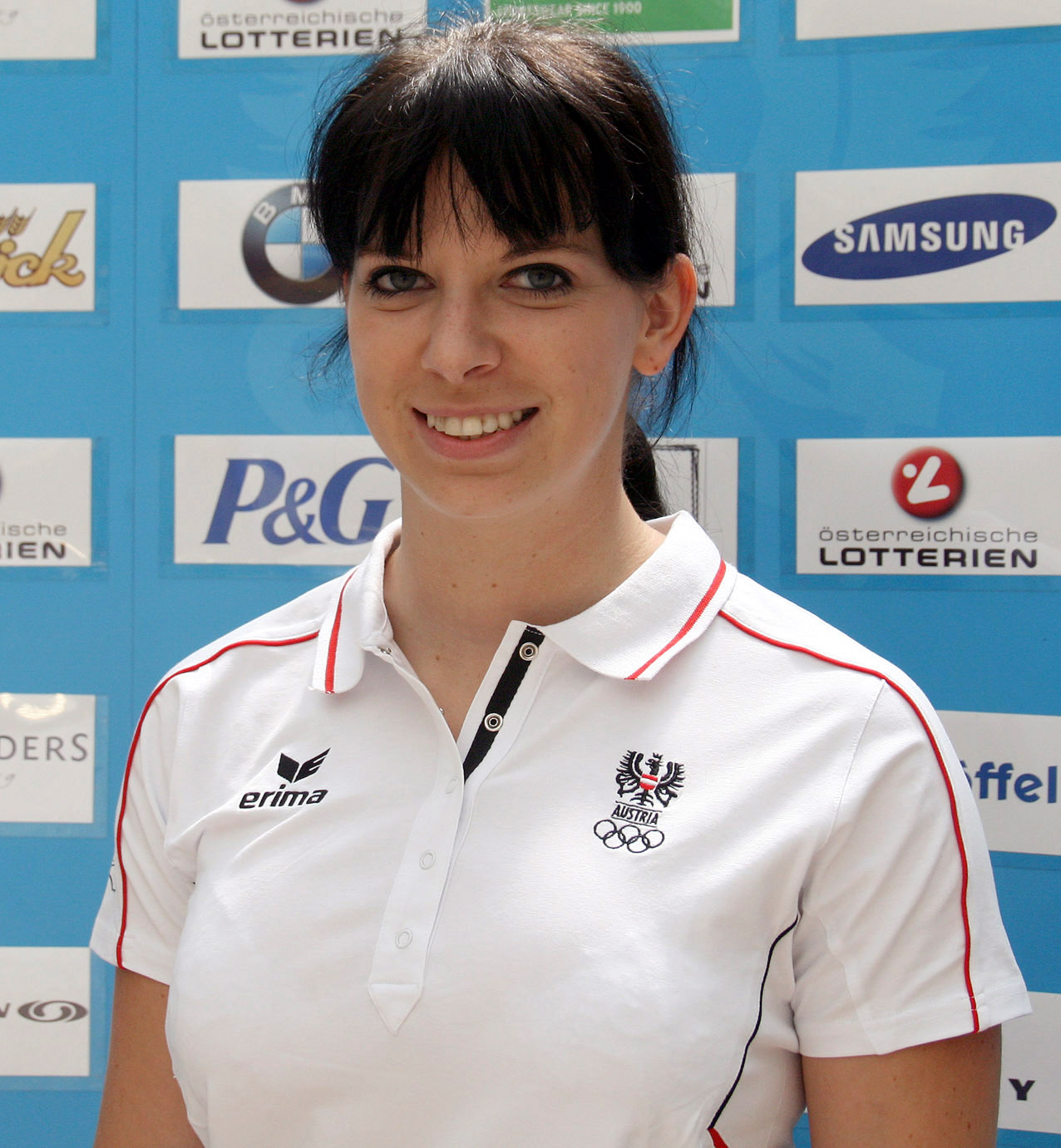
Elisabeth Eberl – 49,66 m
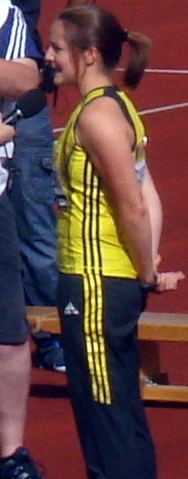
Goldie Sayers – drei ungültige Würfe

### Gruppe B
- Yuki Ebihara – ausgeschieden
mit 59,25 m
- Wira Rebryk – ausgeschieden
mit 58,97 m

7. August 2012, 11:35 Uhr
| Platz | Name                   | Nation              | 1. Versuch | 2. Versuch | 3. Versuch | Weite | Anmerkung                              |
| ----- | ---------------------- | ------------------- | ---------- | ---------- | ---------- | ----- | -------------------------------------- |
| 1     | Sunette Viljoen        | Südafrika           | 65,92      | –          | –          | 65,92 |                                        |
| 2     | Lü Huihui              | Volksrepublik China | 64,45      | –          | –          | 64,45 |                                        |
| 3     | Ásdís Hjálmsdóttir     | Island              | 62,77      | –          | –          | 62,77 | NR                                     |
| 4     | Katharina Molitor      | Deutschland         | 58,06      | 55,30      | 62,05      | 62,05 |                                        |
| 5     | Kathryn Mitchell       | Australien          | 60,11      | 57,80      | 59,84      | 60,11 |                                        |
| 6     | Jarmila Klimešová      | Tschechien          | 56,76      | 59,90      | x          | 59,90 | eigentlich für das Finale qualifiziert |
| 7     | Yuki Ebihara           | Japan               | 59,25      | 58,03      | 54,17      | 59,25 |                                        |
| 8     | Indrė Jakubaitytė      | Litauen             | 54,05      | 56,63      | 59,05      | 59,05 |                                        |
| 9     | Wira Rebryk            | Ukraine             | x          | 58,97      | x          | 58,97 |                                        |
| 10    | Sinta Ozoliņa-Kovala   | Lettland            | x          | 58,86      | 51,35      | 58,86 |                                        |
| 11    | Hanna Hazko            | Ukraine             | 58,37      | 56,02      | 55,94      | 58,37 |                                        |
| 12    | Rachel Yurkovich       | USA                 | 54,20      | x          | 57,92      | 57,92 |                                        |
| 13    | Savva Lika             | Griechenland        | 56,36      | 57,06      | x          | 57,06 |                                        |
| 14    | Yainelis Ribeaux       | Kuba                | 53,70      | 56,55      | x          | 56,55 |                                        |
| 15    | Li Lingwei             | Volksrepublik China | 55,28      | x          | 56,50      | 56,50 |                                        |
| 16    | Maryna Nowik           | Belarus             | 51,93      | 50,77      | 54,31      | 54,31 |                                        |
| 17    | Leryn Franco           | Paraguay            | 51,45      | x          | 49,72      | 51,45 |                                        |
| 18    | Anastasiya Svechnikova | Usbekistan          | 50,56      | 51,27      | x          | 51,27 |                                        |
| 19    | Vanda Juhász           | Ungarn              | 49,90      | 50,01      | x          | 50,01 |                                        |
| NM    | Sanni Utriainen        | Finnland            | x          | x          | x          | ogV   |                                        |
| DOP   | Marija Abakumowa       | Russland            | 63,25      | –          | –          | 63,25 | für das Finale zugelassen              |

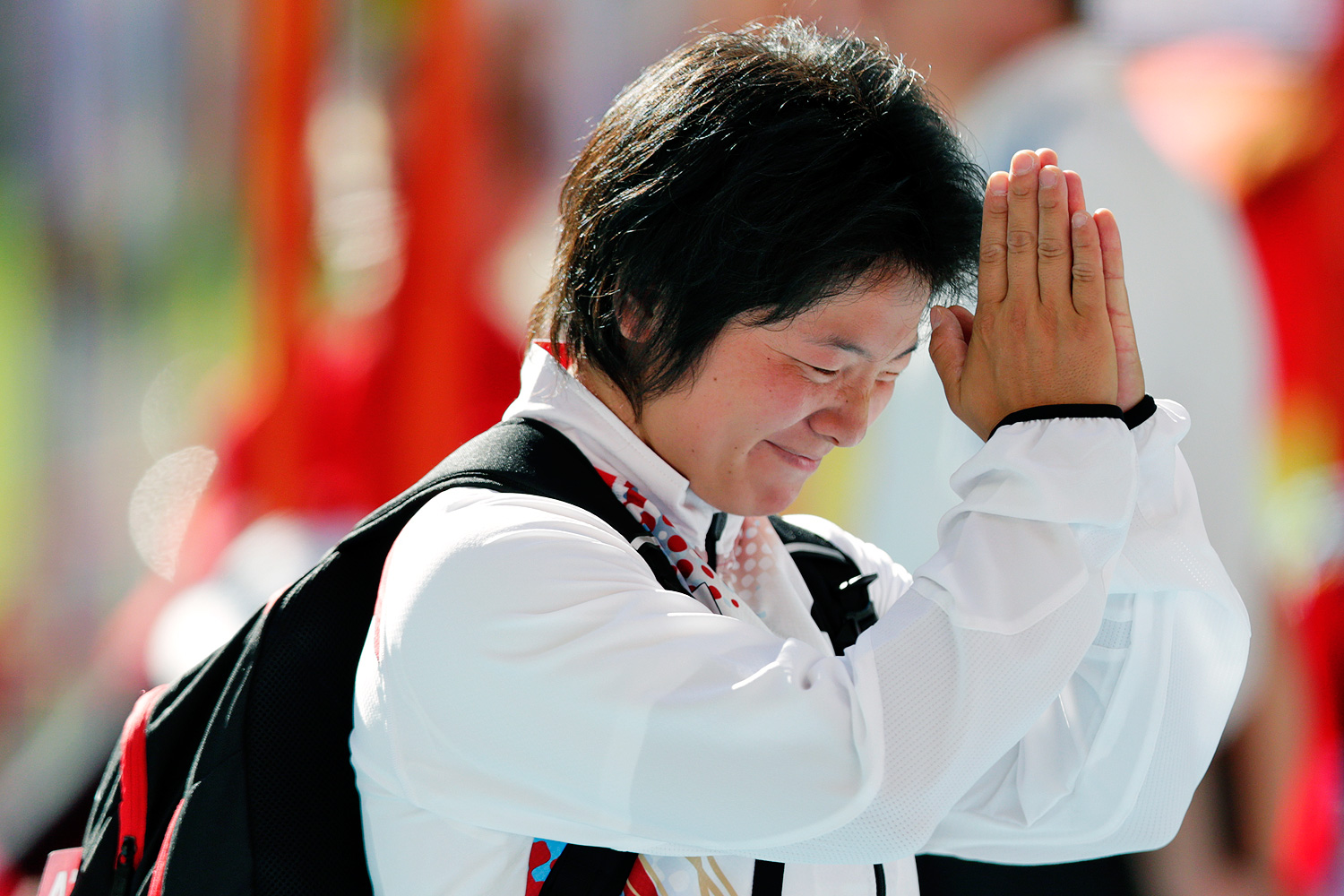
Yuki Ebihara – ausgeschieden mit 59,25 m
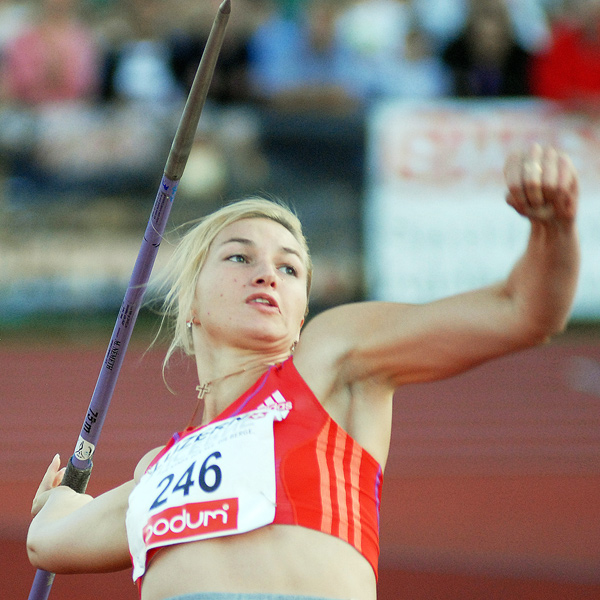
Wira Rebryk – ausgeschieden mit 58,97 m

Weitere in Qualifikationsgruppe B ausgeschiedene Speerwerferinnen:

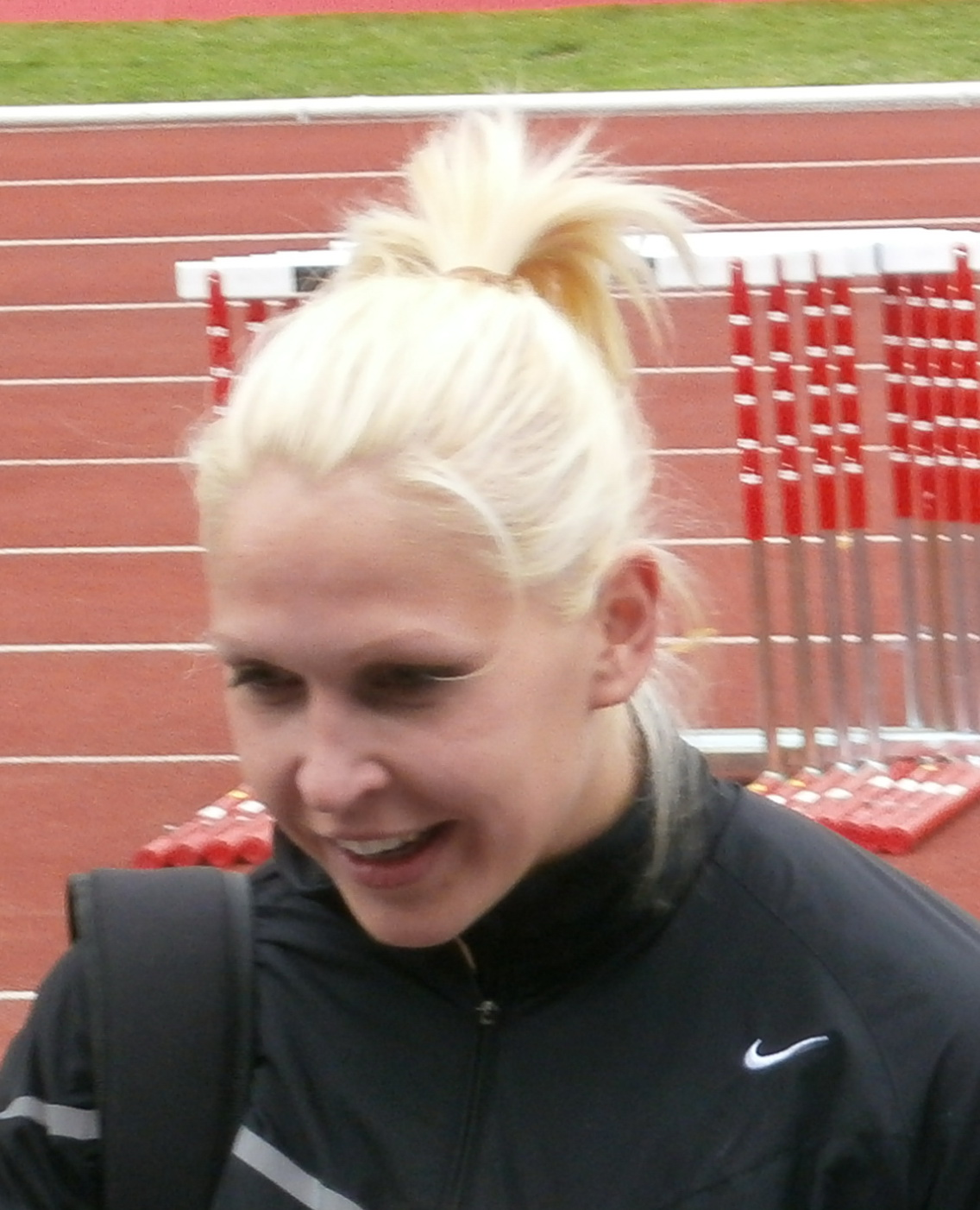
Sinta Ozoliņa-Kovala – 58,86 m
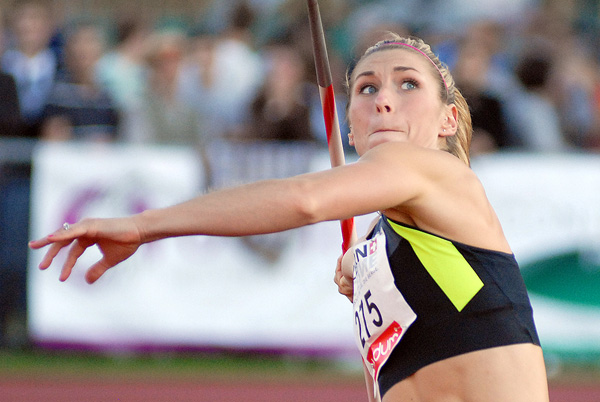
Rachel Yurkovich – 57,92 m
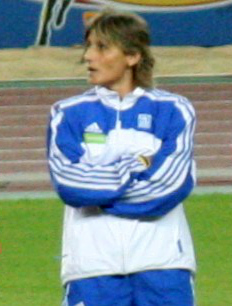
Savva Lika – 57,06 m
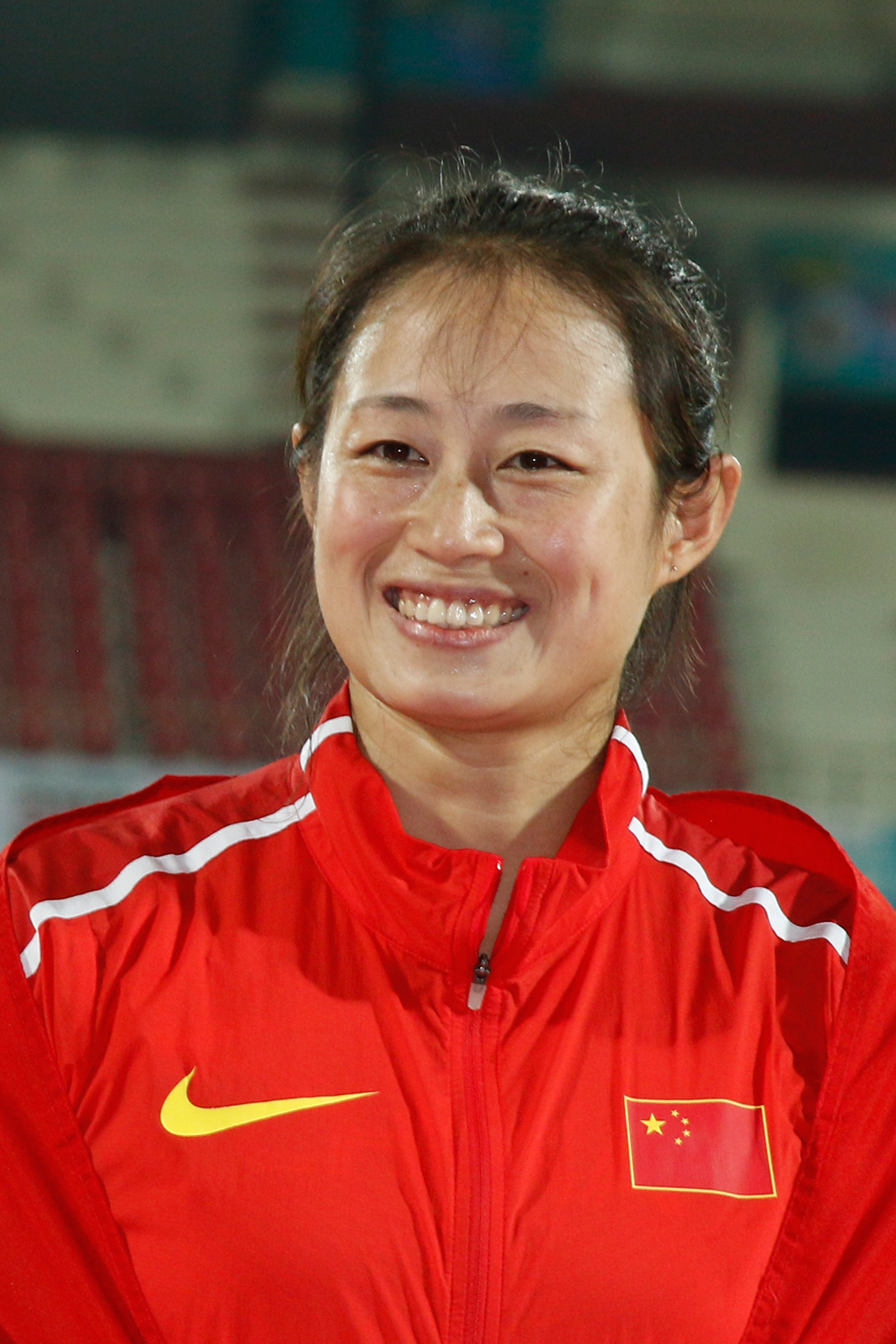
Li Lingwei – 56,50 m
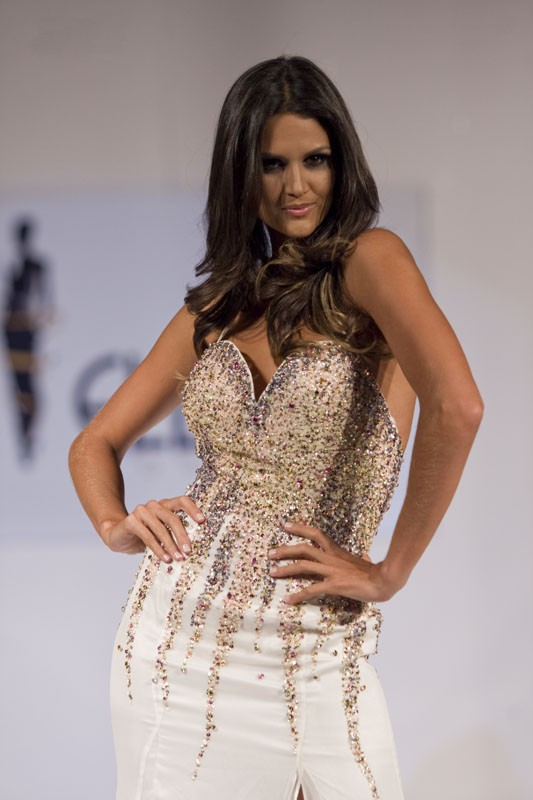
Leryn Franco – 51,45 m

## Finale
9. August 2012, 21:00 Uhr
| Platz | Name                | Nation              | 1. Versuch | 2. Versuch | 3. Versuch | 4. Versuch                                    | 5. Versuch                                    | 6. Versuch                                    | Weite | Anmerkung |
| ----- | ------------------- | ------------------- | ---------- | ---------- | ---------- | --------------------------------------------- | --------------------------------------------- | --------------------------------------------- | ----- | --------- |
| 1     | Barbora Špotáková   | Tschechien          | 66,90      | 66,88      | 66,24      | 69,55                                         | x                                             | x                                             | 69,55 |           |
| 2     | Christina Obergföll | Deutschland         | 65,16      | x          | x          | x                                             | x                                             | x                                             | 65,16 |           |
| 3     | Linda Stahl         | Deutschland         | 59,49      | 63,24      | 62,67      | 64,91                                         | x                                             | x                                             | 64,91 |           |
| 4     | Sunette Viljoen     | Südafrika           | 64,53      | 62,71      | 57,30      | 57,05                                         | 60,93                                         | 62,61                                         | 64,53 |           |
| 5     | Lü Huihui           | Volksrepublik China | 59,97      | 63,28      | 58,58      | 61,26                                         | 63,70                                         | 62,19                                         | 63,70 |           |
| 6     | Katharina Molitor   | Deutschland         | 62,89      | 58,15      | 58,51      | x                                             | x                                             | x                                             | 62,89 |           |
| 7     | Madara Palameika    | Lettland            | 56,47      | 60,73      | x          | 59,32                                         | x                                             | 59,22                                         | 60,73 |           |
| 8     | Kathryn Mitchell    | Australien          | 58,31      | 59,46      | 58,45      | eigentlich zu drei weiteren Würfen berechtigt | eigentlich zu drei weiteren Würfen berechtigt | eigentlich zu drei weiteren Würfen berechtigt | 59,46 |           |
| 9     | Ásdís Hjálmsdóttir  | Island              | 59,08      | 57,35      | x          | nicht im Finale der besten acht Werferinnen   | nicht im Finale der besten acht Werferinnen   | nicht im Finale der besten acht Werferinnen   | 59,08 |           |
| 10    | Elizabeth Gleadle   | Kanada              | 57,10      | x          | 58,78      | nicht im Finale der besten acht Werferinnen   | nicht im Finale der besten acht Werferinnen   | nicht im Finale der besten acht Werferinnen   | 58,78 |           |
| DOP   | Martina Ratej       | Slowenien           | x          | 58,89      | 61,62      | x                                             | 60,11                                         | 56,90                                         | 61,62 | [ 2 ]     |
| DOP   | Marija Abakumowa    | Russland            | x          | 59,34      | 58,70      | nicht im Finale der besten acht Werferinnen   | nicht im Finale der besten acht Werferinnen   | nicht im Finale der besten acht Werferinnen   | 59,34 | [ 3 ]     |

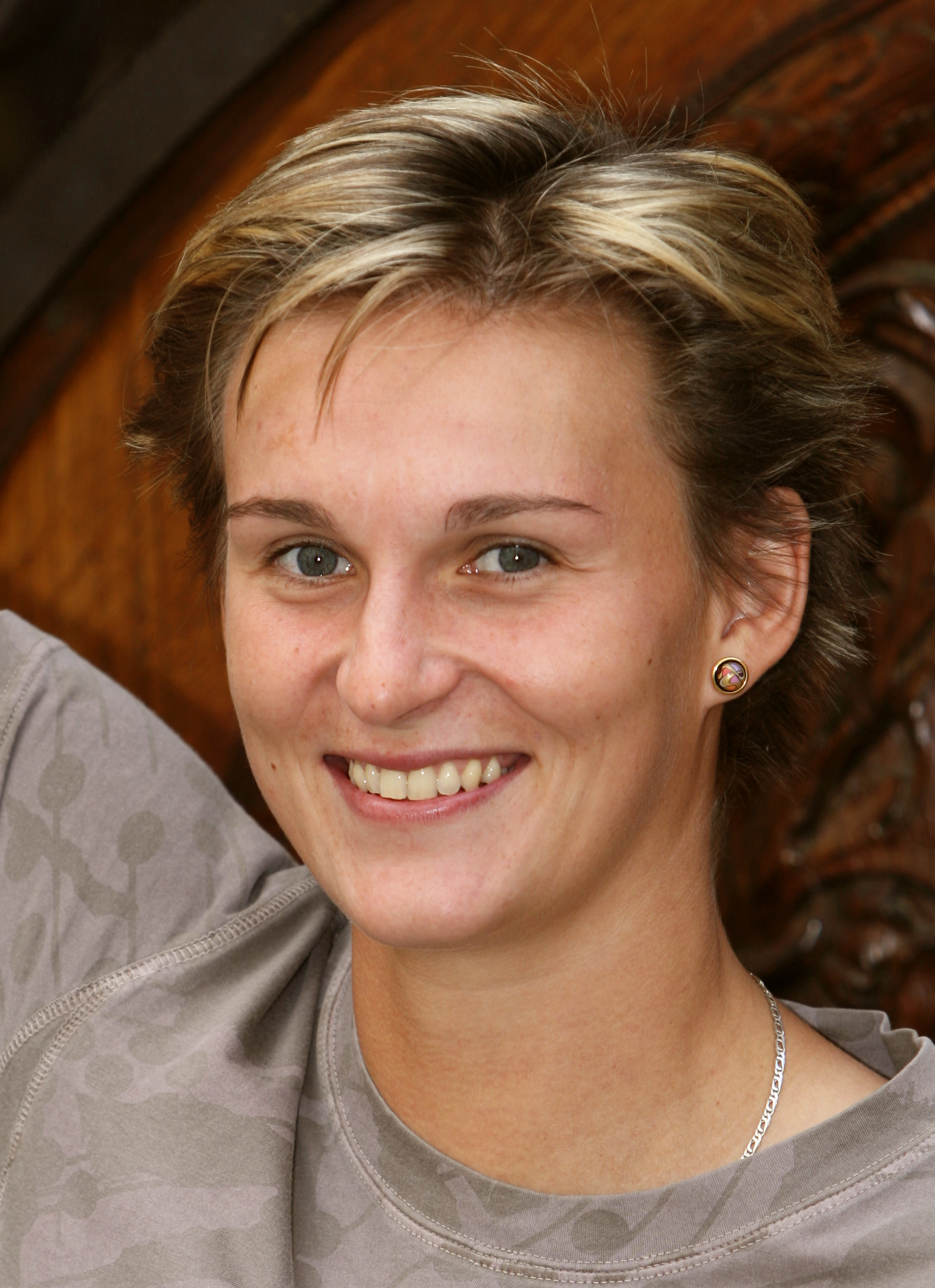
Barbora Špotáková wiederholte ihren Erfolg von den Spielen 2008

Für das Finale hatten sich zwölf Athletinnen qualifiziert, neun von ihnen über die Qualifikationsweite, drei weitere über ihre Platzierungen. Drei Deutsche kämpften zusammen mit je einer Teilnehmerin aus Australien, China, Island, Kanada, Lettland, Russland, Slowenien, Südafrika und Tschechien um die Medaillen. Zwei von ihnen stellten sich lange Zeit später als gedopt heraus und wurden disqualifiziert (siehe Abschnitt "Doping" oben).
Als Topfavoritin galt die tschechische Olympiasiegerin von 2008 und Weltrekordlerin Barbora Špotáková. Ihre stärksten Gegnerinnen waren vor allem die gedopte Russin Marija Abakumowa als amtierende Weltmeisterin, die deutsche Olympiazweite von 2008 Christina Obergföll sowie die südafrikanische WM-Dritte Sunette Viljoen.
Špotáková setzte sich gleich in der ersten Runde mit 66,90 m an die Spitze, gefolgt von Obergföll, die 65,16 m erzielt hatte. Viljoen lag dahinter mit 64,53 m auf Platz drei. Nach drei Durchgängen hatte sich nichts geändert. Abakumowa hatte es nicht geschafft, sich für drei weitere Versuche in der Runde der besten Acht zu qualifizieren. Sie schied als Zehnte aus.
Im vierten Durchgang steigerte sich Špotáková auf 69,55 m, während sich die Deutsche Linda Stahl mit 64,91 m auf Platz drei verbesserte. In den letzten beiden Runden gab es keine Veränderungen mehr an der Spitze.
Barbora Špotáková war nach Ruth Fuchs aus der DDR – 1972 und 1976 – erst die zweite Speerwerferin, die ihren Olympiasieg wiederholen konnte. Jeder der vier weiteren gültigen Versuche Špotákovás hätte für die Goldmedaille gereicht.

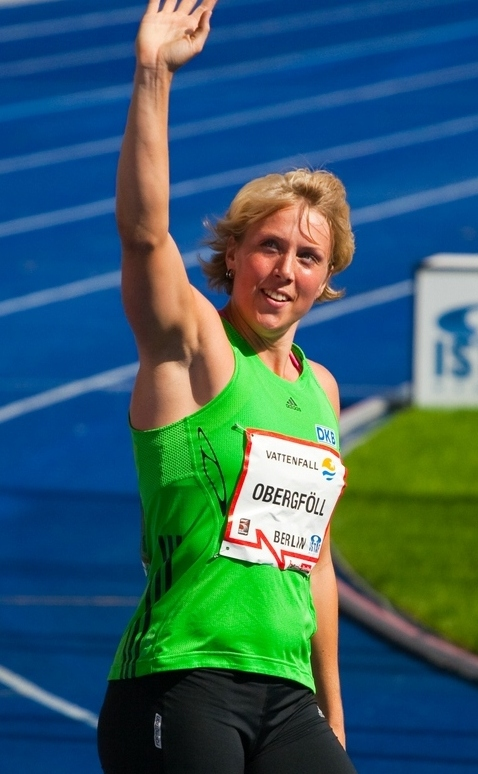
Silbermedaille: Christina Obergföll
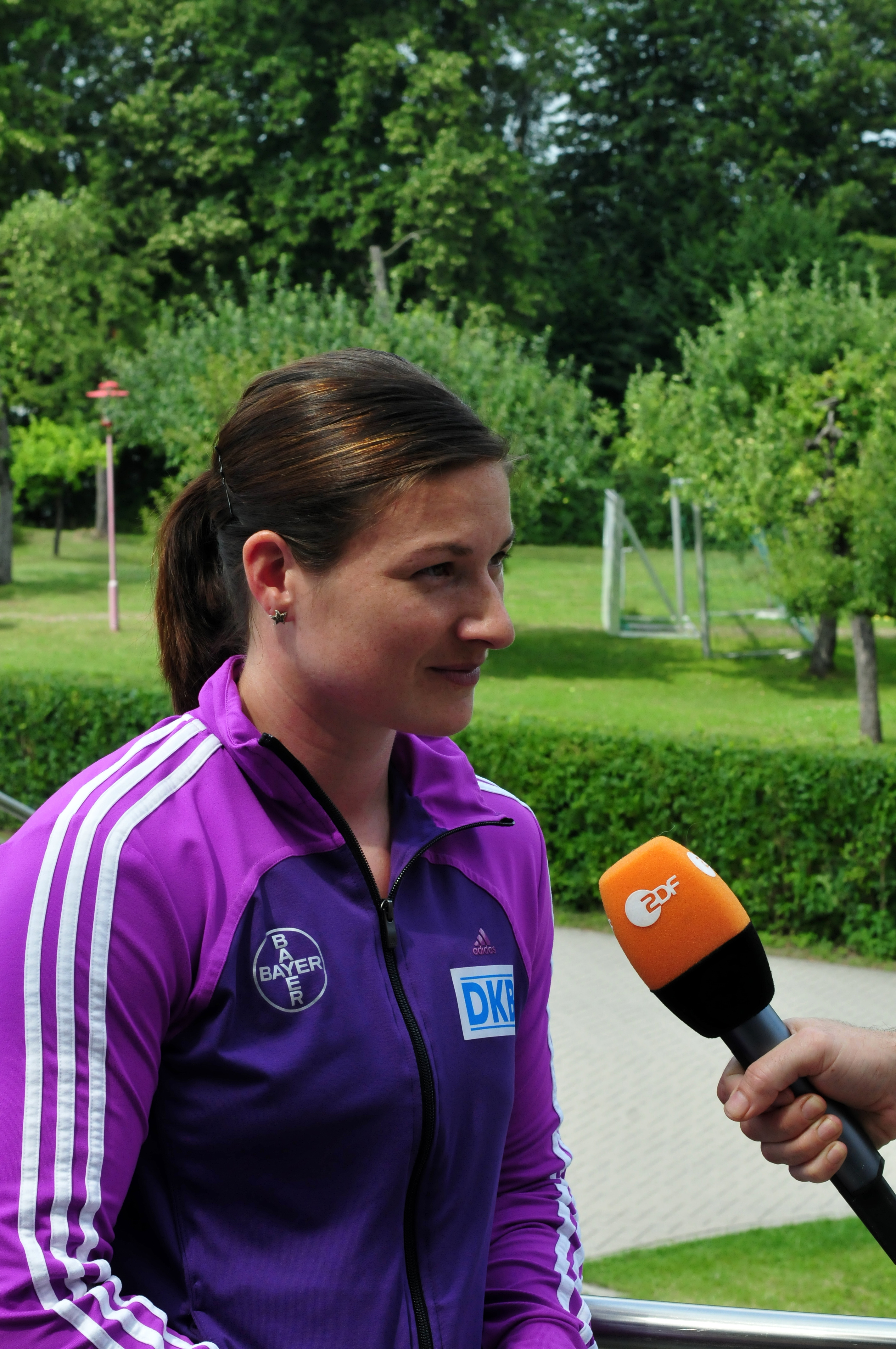
Bronzemedaille: Linda Stahl
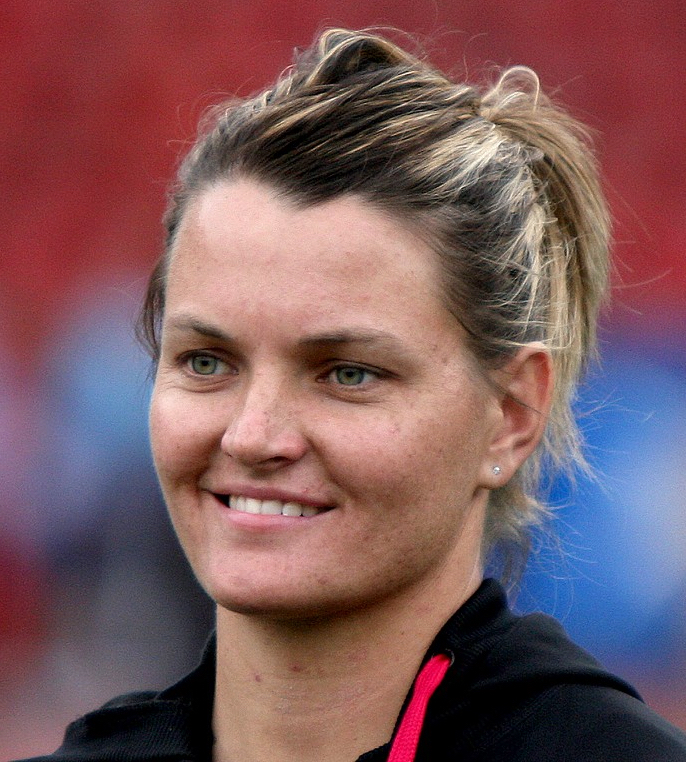
Die viertplatzierte Sunette Viljoen
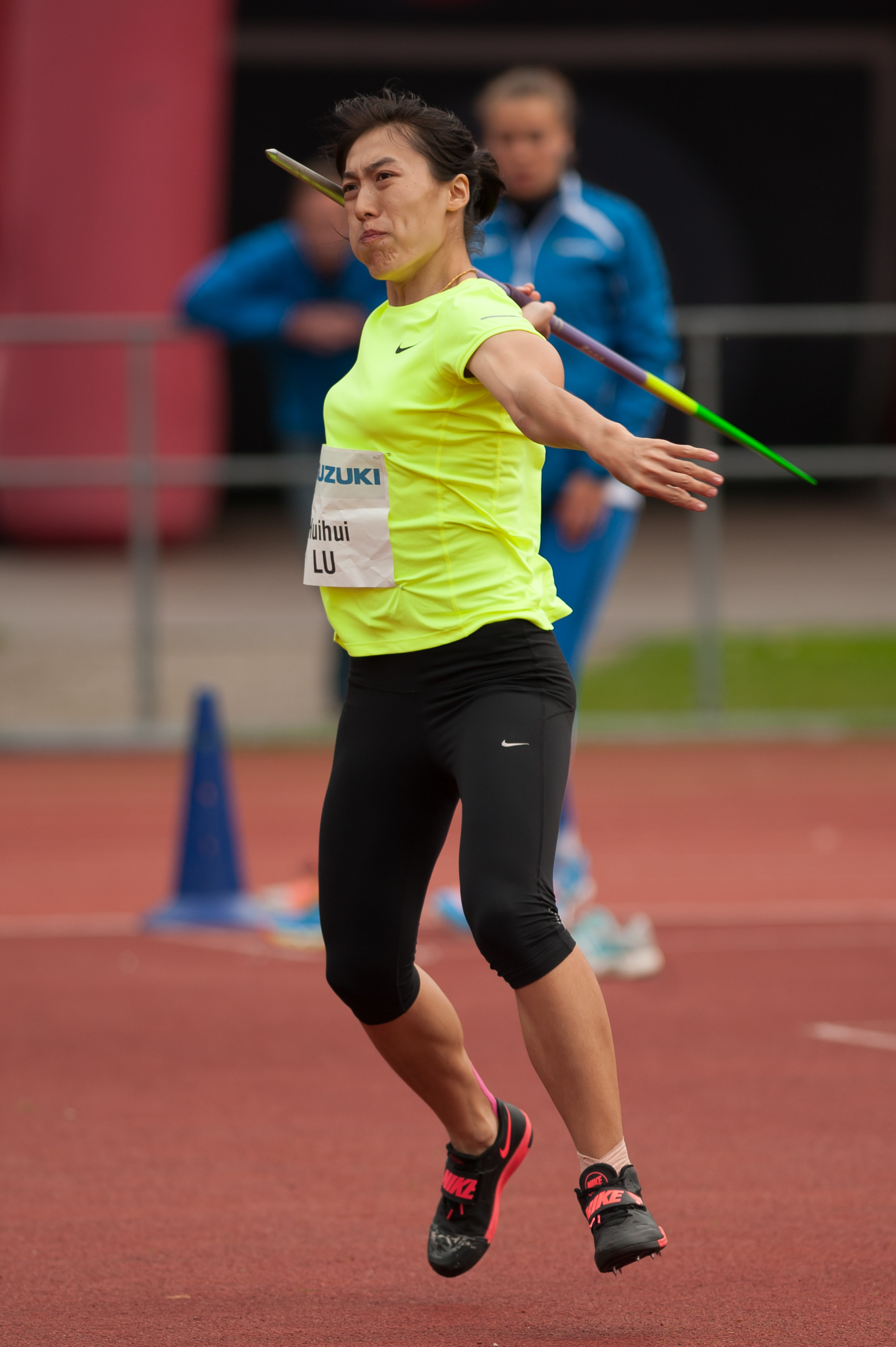
Lü Huihui – Platz fünf
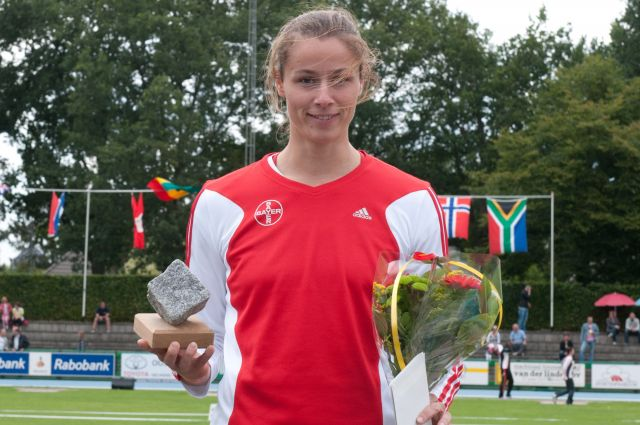
Rang sechs für Katharina Molitor
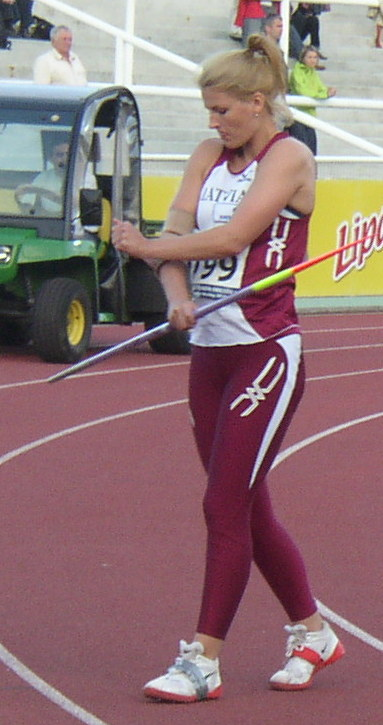
Madara Palameika kam auf den siebten Platz
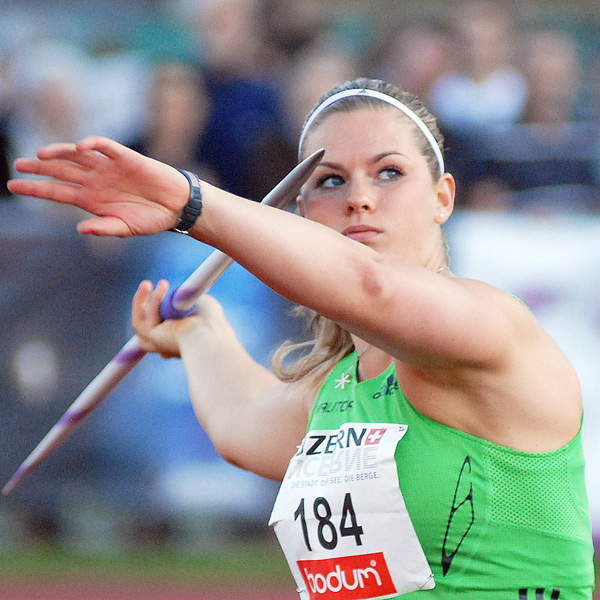
Ásdís Hjálmsdóttir hatte in der Qualifikation einen neuen isländischen Landesrekord aufgestellt, den sie im Finale nicht erreichte und schließlich Rang neun belegte
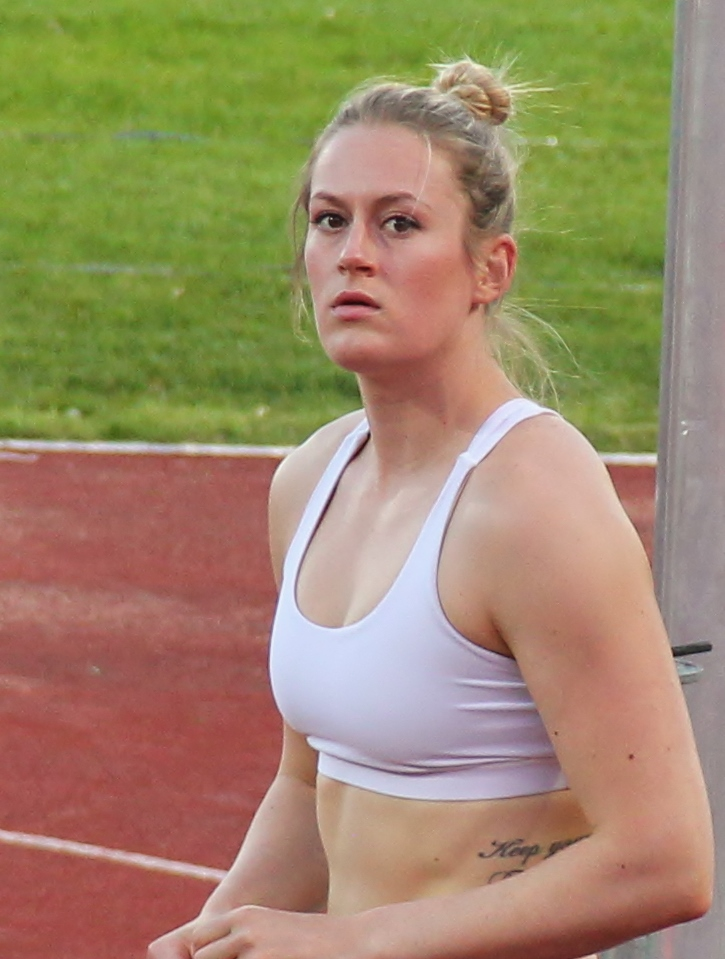
Elisabeth Gleadle – Rang zehn
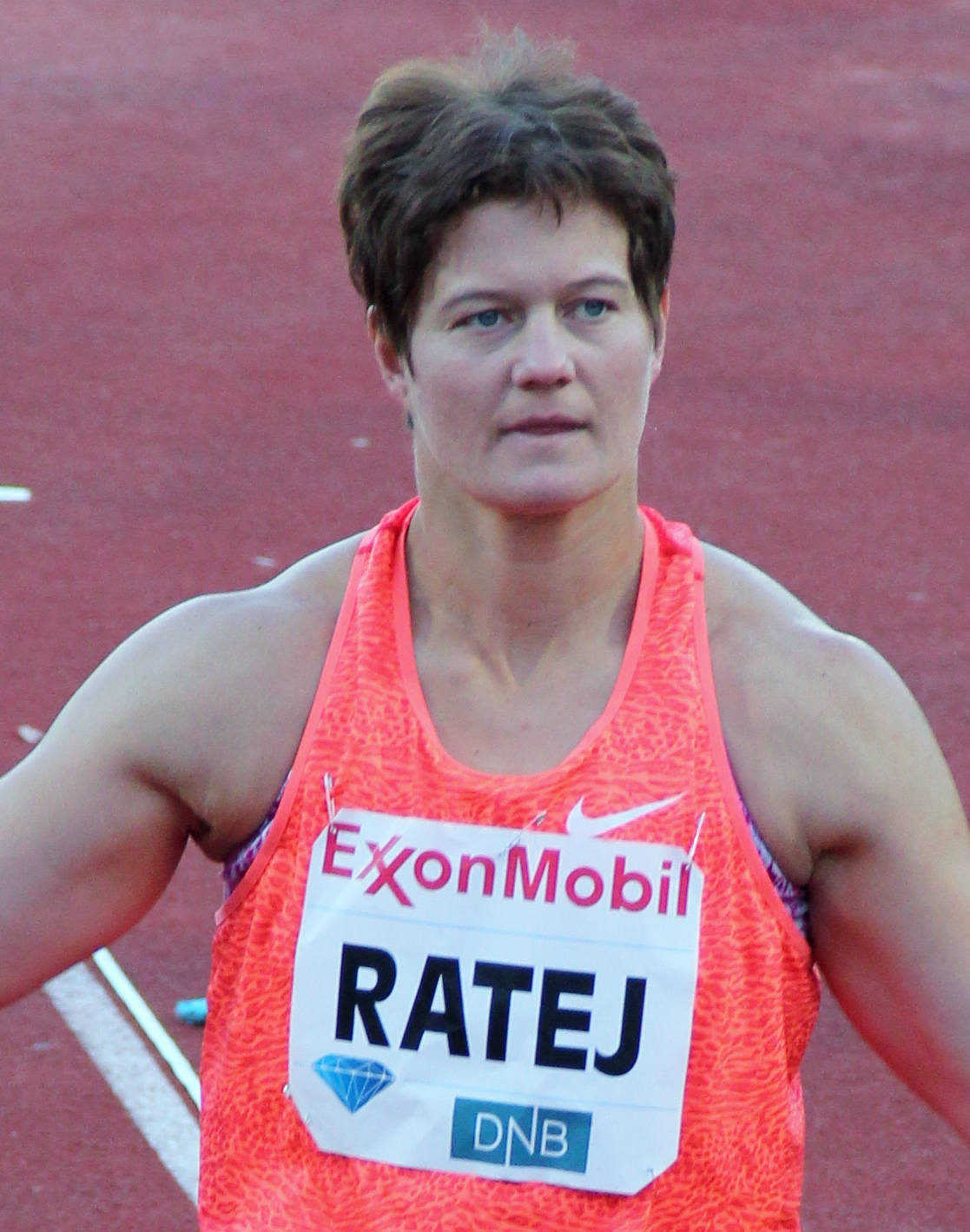
Martina Ratej – gedopt und disqualifiziert
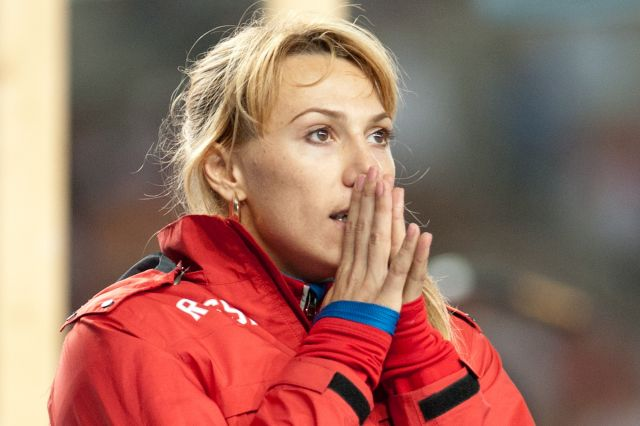
Marija Abakumowa – gedopt und disqualifiziert

## Videolinks
- 2012 London Olympics, Liz Gleadle in Women's Javelin Qualifying Round, youtube.com, abgerufen am 22. April 2022
- OG 2012 JAVELIN Women Final, youtube.com, abgerufen am 22. April 2022
- Barbora Spotakova (CZE) Wins Women's Javelin Gold - London 2012 Olympics, youtube.com, abgerufen am 22. April 2022